# BMW R1100 RS
BMW R1100 RS è un modello di motocicletta stradale prodotta dalla casa motociclistica tedesca BMW.

## Descrizione
A sessanta anni dalla prima motocicletta con motore boxer, la R 32, nel 1993 viene presentata dalla BMW la R 1100 RS. 
Questa nuova bicilindrica stradale, era sotto molti versi rivoluzionaria. Oltre ad essere equipaggiata con il nuovo motore boxer, denominato progetto R259, le cui principali caratteristiche erano le 4 valvole per cilindro, iniezione elettronica, cambio separato ed una potenza di 90 CV a 7250 giri, presentava inediti spunti sia di livello estetico che ciclistico.
La versione RS, presentata contemporaneamente alla R (modello naked) e alla GS (modello più indirizzato al fuoristrada), era dotata di una carenatura non molto estesa che la rendeva peraltro utilizzabile anche per il mototurismo. Della stessa serie, due anni dopo, è stata presentata anche la versione RT, con carenatura più estesa e destinata specificatamente ai lunghi viaggi.
Montava anteriormente il sistema di sospensione Telelever e posteriormente il sistema Paralever che inglobava al suo interno il sistema di trasmissione cardanica.
Era inoltre dotata di una ampia gamma di optional, sistema ABS, catalizzatore, manopole riscaldate, parabrezza, manubrio e sella regolabili, oltre ad una serie di borse e top-case.
La motocicletta, nonostante il peso di 239 kg, era maneggevole e rapida nell'inserimento in curva, grazie alla bontà della ciclistica, si adattava all'uso sia nel misto stretto che in quello veloce.
Uscì di produzione nel 2002, sostituita dalla versione con un propulsore di cilindrata aumentata a 1.150 cm³, la BMW R1150 RS.